# روجر غروف
روجر غروف (بالإنجليزية: Roger Grove)‏ هو لاعب كرة قدم أمريكية أمريكي، ولد في 19 يونيو 1908 في غرينفيل في الولايات المتحدة، وتوفي في 19 ديسمبر 1986 في توررانسي في الولايات المتحدة.